# Ancelle del Sacro Cuore di Gesù (Cracovia)
Le Ancelle del Sacro Cuore di Gesù (in polacco Służebnice Najświętszego Serca Jezusowego, o semplicemente Sercanki) sono un istituto religioso femminile di diritto pontificio: le suore di questa congregazione pospongono al loro nome la sigla SŁ.N.S.J.

## Storia

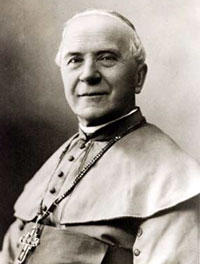
Józef Sebastian Pelczar

La congregazione venne fondata da Józef Sebastian Pelczar (1842-1924), futuro vescovo di Przemyśl. Nel 1892 aprì  a Cracovia un ospizio per domestiche e lavoratori a chiamò a dirigerlo le ancelle di Gesù di padre Onorato da Biała ma, non potendo queste accettare tale impegno, con il consenso del cardinale Albin Dunajewski, arcivescovo di Cracovia, il 27 marzo 1894 diede inizio al nuovo istituto delle ancelle del Sacro Cuore di Gesù.
La prima comunità contava dodici religiose guidate dalla superiora Chiara Szczęsna.
L'istituto, affiliato all'Ordine dei frati minori conventuali dal 1908, ottenne il pontificio decreto di lode il 15 febbraio 1909 e l'approvazione definitiva il 19 marzo 1912; le sue costituzioni vennero approvate della Santa Sede il 30 gennaio 1923.
Il fondatore, beatificato nel 1991, è stato proclamato santo da papa Giovanni Paolo II il 18 maggio 2003.

## Attività e diffusione
Le ancelle del Sacro Cuore si dedicano alla propagazione della devozione al Sacro Cuore di Gesù e all'assistenza ai bisognosi.
Sono presenti in Argentina, Bolivia, Francia, Italia, Polonia, Stati Uniti d'America e Ucraina: la sede generalizia è a Cracovia.
Al 31 dicembre 2005 l'istituto contava 409 religiose in 68 case.